# Bataille de Salem Church
Guerre de Sécession
Batailles
Campagne de Chancellorsville
- Chancellorsville
- 2e Fredericksburg
- Salem Church
- Raid de Stoneman

La bataille de Salem Church, aussi appelée bataille de Banks' Ford, est une bataille de la guerre de Sécession qui s'est déroulée les 3 et 4 mai 1863 dans le comté de Spotsylvania, Virginie, lors de la campagne de Chancellorsville.

## Contexte
Après avoir occupé Marye's Heights le 3 mai 1863, à la suite de la seconde bataille de Fredericksburg, le VIe corps du major général John Sedgwick d’environ 23 000 hommes se met en marche sur la route d'Orange Plank avec comme objectif d'atteindre les forces de son supérieur le major général Joseph Hooker à Chancellorsville. Il est retardé par la brigade du brigadier général Cadmus M. Wilcox des forces du major général Jubal A. Early pendant l'après-midi du 3 mai 1863 avant de s'arrêter à Salem Church,.
Après avoir reçu les nouvelles de la percée de Sedgwick à Fredericksburg, le général confédéré Robert E. Lee détache la division de Lafayette McLaws des lignes de Chancellorsville et marche à sa rencontre à Salem Church. La division de McLaws arrive sur les positions de Wilcox autour de Salem Church peu après midi, renforcé par la brigade de William Mahone de la division de Richard H. Anderson.

## Bataille
Initialement, Sedgwick pense qu'il fait face à une seule brigade d'infanterie, aussi à 15 h 30, il attaque les positions confédérées avec la seule division de W.T.H. Brooks. Brooks réussit à repousser le flanc droit de McLaws mais une contre attaque stoppe l'attaque de l'Union et oblige Brooks à revenir sur ses positions initiales ; le coucher du soleil arrête les combats avant que d'autres unités ne soient engagées. Pendant la nuit, Lee ordonne à Early d'attaquer le flanc gauche de Sedgwick le matin, pendant que McLaws attaque la droite de l'Union,. Également au cours de la nuit, Sedgwick ne reçoit pas d'autre ordre de Hooker que l'autorisation de se retirer derrière la rivière si Sedgwick pense que le mouvement est nécessaire,.
À 7 heures, le 4 mai 1863, Early reprend Marye's Heights puis se tourne vers l'ouest jusqu'à ce qu'il arrive sur la ligne principale de Sedgwick, s'arrêtant après être sous un feu nourri. Pendant le reste de la matinée, Early lance une série d'attaques non-coordonnées sur les positions de Sedgwick, qui sont toutes repoussées. Lee arrive au quartier général de McLaws à 11 heures ; McLaws l'informe qu'il ne se sent pas assez fort pour lancer une attaque et demande des renforts. Anderson reçoit l'ordre d'acheminer trois autres brigades de sa division et les positionne entre McLaws et Early ; il lance alors d'autres attaques qui sont aussi repoussées,.

## Conséquences
Après la tombée de la nuit, Sedgwick envoie à Hooker un message lui recommandant que le VIe corps retraite derrière la rivière. Après que Hooker a envoyé son accord à une heure du matin, Sedgwick se retire par deux ponts flottants à Banks' Ford, terminant la retraite vers 4 heures du matin. Entendant que Sedgwick a été repoussé, Hooker abandonne sa campagne, faisant retraverser le corps principal de l'armée de l'Union dans la nuit du 5 au 6 mai 1863 sur la rive nord de la rivière Rappahannock en direction du camp fédéral à Falmouth.